# Полусмакова Ликера Іванівна
Ликера Іванівна Полусмак, у шлюбі Яковлєва (нар. 16 травня 1842, с. Липів Ріг — пом. 17 лютого 1917, Канів) — наречена Тараса Шевченка.
Ликерія Іванівна Полусмакова народилася 1842 року в селі Липів Ріг Ніжинського повіту Чернігівської губернії (тепер Ніжинський район Чернігівської області).

## Історія взаємин
|                                                                         | "Шевченко, як усі старі люди, що звикли замолоду до успіху в жінок, уже ніяк не міг примиритись з тим, що він втратив своє очарування. Він ніяк не міг, та й не хтів примиритися з цим і робив усе нові спроби подобатись жінкам" "Невдалі спроби одружитись з жінками з інтелігентного оточення привели його до думки, що такі жінки йому – колишньому кріпакові не підходять, що все одно вони не розумітимуть його, зраджуватимуть і вимагатимуть порожнього панського життя, що його завзятим ворогом він був і досі. З цього часу він починає мріяти про жінку з його пригніченого народу, про жінку-кріпачку, що їй він дасть волю і що буде йому вдячна за це ціле життя. Проста жінка-селянка, що кохатиме його, не буде порожня кокетка, не буде зраджувати його з провізорами і влесливими урядовцями, вона дбатиме за його маленьке господарство, за його спокій, і він зможе написати ще багато хороших речей. |
| — Ґео Шкурупій, https://gordonua.com/specprojects/taras-shevchenko.html | |

Ликера Полусмак була кріпачкою Макарова М. Я., який привіз її в Петербург прислугувати своїй сестрі, пізніше звільнив від кріпацтва.
Полусмак, отримавши волю, продовжувала наймитувати.
Шевченко познайомився з Полусмак у червні 1860 року на дачі у Надії Забіли (Білозерської) в Стрєльні. У перші дні закоханості в Ликеру поет пише вірш «Росли укупочці, зросли», у якому знайшли художнє втілення його мрії про особисте щастя в родині.
Шевченко мав намір одружитися з Полусмак. Згадував її в листах, присвятив їй поезії «Ликері» та «Л.» («Поставлю хату і кімнату»).
Влітку 1860 року Шевченко написав портрет Полусмак. На звороті малюнка вгорі чорнилом Б. Микешин написав: «Сим свидетельствую, что этот рисунок рисован поетом Шевченком и подарен моему отцу Академику М. Микешину в бытность его в Академии художеств вместе с Шевченко. 17 сентября 1900 г. С.-Петербург. Б. Микешен». Портрет зберігається в Національному музеї Тараса Шевченка.
На 27-28 липня 1860 року Шевченко призначив сватання. Однак воно не відбулося. Десь у середніх числах вересня між Шевченком і Полусмак стався розрив. Під враженням цього Шевченко написав вірші «Барвінок цвів і зеленів» і «Л.» («Поставлю хату і кімнату»).
Згодом Полусмак одружилася з перукарем Яковлєвим і жила в Царському селі. Працювала швачкою.
Після смерті чоловіка (1904) залишила дітей в Петербурзі та переїхала до Канева — спершу приїздила лише влітку, а згодом залишилася назавжди. Часто навідувалася на могилу Шевченка.
1911 приїздила до Москви на 50-ті роковини з дня смерті Тараса Шевченка. Тоді ж було записано спогади про поета з її розповідей.
У Каневі вона не мала свої оселі, тому винаймала житло у різних місцях міста. Останні кілька років життя перебувала у канівській богадільні, де й померла 4 (17) лютого 1917 року.
Похована на кладовищі на вулиці Сельце, хоча заповідала поховати себе на Монастирку, урочищу, найближчому до Чернечої гори. Довгий час місце поховання не було відомим. Але 1982 року дослідниця Зінаїда Тарахан-Береза розшукала канівця П. Бондаренка, у батьків якого колись мешкала Ликера Полусмак і якого у дитинстві вона врятувала від смерті. Його батьки були поховані біля могили Ликерії Полусмак, тому П. Бондаренко, доглядаючи могили батьків, доглядав і її могилу. Так для нащадків було збережено поховання нареченої Тараса Шевченка. 1989 року на її могилі поставлено новий пам'ятник із зазначенням: «Тут поховано наречену Тараса Шевченка Ликерію Іванівну Полусмак (1840—1917)».

## Іван Тургенєв про Ликеру Полусмак
Російський письменник І. С. Тургенєв, який був прихильний до української культури, багато разів зустрічався з Тарасом Шевченком та написав спогади про нього, залишив таку характеристику Ликери Полусмак: «У госпожи Кар[ташев]ской находилась в услужении девушка малороссиянка, по имени Лукерья; существо молодое, свежее, несколько грубое, не слишком красивое, но по-своему привлекательное, с чудесными белокурыми волосами и той не то горделивой, не то спокойной осанкой, которая свойственна её племени…».

## У мистецтві
Ликера Полусмак згадується у вірші Ліни Костенко «Той любить Фанні Брон, той любить Беатріче...».

## Галерея

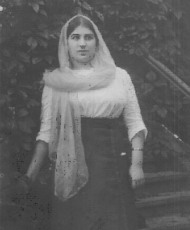
Ликера Полусмак у віці 25 років
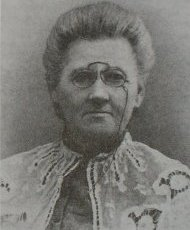
Ликера Полусмак у літні роки